# 哈里肯 (犹他州)
哈里肯（英文：Hurricane），是美国犹他州华盛顿县下属的一座城市。建市于 1906年，面积大约为52.07平方英里（134.9平方公里），海拔约为3,248英尺（990米）。根据2010年美国人口普查，该市有人口13,748人。